# Operation Dance Sensation
Operation Dance Sensation (2002/2003) ist eine Filmkomödie der Brüder Thilo und Simon Gosejohann aus dem ostwestfälischen Gütersloh. Der Film, der Elemente aus Action und Tanzfilm vereint, ist aufgrund des geringen Budgets und der daraus resultierenden billig wirkenden Ausstattung dem Genre Trashfilm zuzurechnen.

## Handlung
Vietnam 1969: Jackson und Atlas sind der Stolz der amerikanischen Truppen. Während aber Jackson seiner Pflicht, möglichst viele Vietcong auszumerzen, pflichtbewusst nachgeht, lässt sich Atlas vom Bösewicht Zorc dazu verleiten, die kriegsentscheidenden Superwaffen der Amerikaner zu klauen. Zudem gelingt es Jackson nicht, die Truppe um Zorc und seinen Erzrivalen Atlas zu erledigen.
20 Jahre später: Ohne die verschwundenen Superwaffen war der Krieg verloren. Enttäuscht hat sich Jackson in eine Kleinstadt nahe der amerikanisch-irakischen(!) Grenze zurückgezogen und bringt als wenig beschäftigter Auftragskiller sich und seine kleine Tochter so eben durch. Atlas hat nach seiner Verhaftung 20 Jahre im Steinbruch zugebracht, bis eines Tages der offensichtlich nach dem Krieg zu Geld und Macht gekommene Zorc vorfährt und ihn aus dem Knast holt. Er braucht nämlich Atlas für seinen neuen perfiden Plan: Waffengeschäfte mit den Irakern! Als Standort hat er sich die Disco „Dance Sensation“ des Discoveteranen Ralf Eden ausgeschaut, die in derselben Kleinstadt nahe der Grenze liegt. Eden, ehemals Adjutant von Zorc, leidet aber an Amnesie und erkennt Zorc nicht wieder. Da er aber Schulden und Ärger mit der wenig sympathischen DVD, der „Deutschen Vereinigung Deutschland“, hat, verkauft er seinen Laden gerne an Zorc. Was Eden auch (noch) nicht weiß: Er hat damals die Superwaffen gestohlen, die jetzt seit 20 Jahren auf seinem Dachboden liegen!
Unter Zorcs Führung wird der Laden zu dem Szene-Treff in der Kleinstadt. Schon bald begegnen sich die Rivalen von einst bei ausschweifenden Discogelagen. Als auch der Erfinder des für die Iraker bestimmten Superraketentreibstoffs, Dr. Herbert Ost, anreist, sind alle wieder komplett! Es kommt wie es kommen muss: Die Superwaffen tauchen auf, Jackson erfährt vom Waffendeal, und so kommt es in einem stillgelegten Stahlwerk an der amerikanisch-irakischen Grenze zum ultimativen, extrem bleihaltigen Showdown der Protagonisten …

### Die Charaktere
Jackson und Atlas verkörpern in diesem Film die klassischen Actionhelden: Kugelresistent, kettenrauchend und in Tarnkleidung- bzw. bemalung werden Feinde mit gewaltigen Schusswaffen aus der Bahn gefegt. Pech haben Freunde, die gerade in der Schussbahn standen. Der immer etwas nervöse Atlas räumt im Gegensatz zum „besonnenen“ Familienvater Jackson auch gerne mal Typen aus dem Weg, die ihm gerade auf den Geist gehen. Klemmt mal der Abzug oder geht im seltenen Fall die Munition aus, finden die beiden immer einen Weg, sich die Bahn frei zu schießen.
Dagegen stehen die tanzverrückten Bewohner der Kleinstadt nahe der amerikanisch-irakischen Grenze. Disco-Kugel und Paillettenanzug sind das Ein und Alles für Ralf Eden. Auch die Gäste des „Dance Sensation“ beeindrucken mit ungeahnter Choreographie auf der Tanzfläche.
Der despotisch auftretende, durch eine Gesichtsverletzung entstellte Zorc und der verblüffende Ähnlichkeit zu einem GeStaPo-Schurken der Indiana-Jones-Reihe aufweisende Dr. Herbert Ost repräsentieren die psychopathischen bzw. undurchsichtigen Gestalten dieses Films.
Veredelt wird „Operation Dance Sensation“ durch die Auftritte einiger Prominenter: So stellt Jasmin Wagner eine Krankenschwester dar, Anke Engelke mimt die Klatschreporterin „Veronica Rell“ und Bela B verkörpert einen Medienwissenschaftler, der Jackson in einer Talkshow als anachronistisch bezeichnet und Jacksons Beruf als nicht mehr zeitgemäß darstellt.

## Entstehungsgeschichte
Teile des Soundtracks wurden von der Bielefelder Punkband ZZZ Hacker beigetragen.

## Rezeption
Kino.de bezeichnete Operation Dance Sensation als „liebevolle No-Budget-Hommage an Tanzfilme der 70er und Actionkracher der 80er“ und „anspruchslosen Spaß für Trash-Kultisten“.